# Wereldbeker skeleton 2022/2023
De wereldbeker skeleton in het seizoen 2022/2023 liep van 24 november 2022 tot en met 17 februari 2023. De competitie werd georganiseerd door de IBSF, gelijktijdig met de wereldbeker bobsleeën.
De competitie omvatte dit seizoen acht wedstrijden op zeven banen in vijf landen in de twee traditionele onderdelen in het skeleton, mannen en vrouwen individueel.

## Wereldbeker punten
De eerste 30 in het dagklassement krijgen punten voor het wereldbekerklassement toegekend. De top 20 na de eerste run gaan verder naar de tweede run, de overige deelnemers krijgen hun punten toegekend op basis van hun klassering na de eerste run. De onderstaande tabel geeft de punten per plaats weer.
| Klassering = punten                          | Klassering = punten                           | Klassering = punten                               | Klassering = punten                          | Klassering = punten                          | Klassering = punten                          |
| -------------------------------------------- | --------------------------------------------- | ------------------------------------------------- | -------------------------------------------- | -------------------------------------------- | -------------------------------------------- |
| 1e = 225 2e = 210 3e = 200 4e = 192 5e = 184 | 6e = 176 7e = 168 8e = 160 9e = 152 10e = 144 | 11e = 136 12e = 128 13e = 120 14e = 112 15e = 104 | 16e = 96 17e = 88 18e = 80 19e = 74 20e = 68 | 21e = 62 22e = 56 23e = 50 24e = 45 25e = 40 | 26e = 36 27e = 32 28e = 28 29e = 24 30e = 20 |

## Mannen

### Uitslagen
| Datum      | Plaats      | Eerste               | Tweede               | Derde                |
| ---------- | ----------- | -------------------- | -------------------- | -------------------- |
| 24/11/2022 | Whistler    | Marcus Wyatt         | Jung Seung-gi        | Matt Weston          |
| 01/12/2022 | Park City   | Christopher Grotheer | Jung Seung-gi        | Marcus Wyatt         |
| 16/12/2022 | Lake Placid | Matt Weston          | Christopher Grotheer | Jung Seung-gi        |
| 06/01/2023 | Winterberg  | Christopher Grotheer | Axel Jungk           | Matt Weston          |
| 13/01/2023 | Altenberg * | Matt Weston          | Christopher Grotheer | Axel Jungk           |
| 20/01/2023 | Altenberg * | Matt Weston          | Christopher Grotheer | Axel Jungk           |
| 10/02/2023 | Igls        | Matt Weston          | Jung Seung-gi        | Chen Wenhao          |
| 17/02/2023 | Sigulda     | Matt Weston          | Marcus Wyatt         | Christopher Grotheer |

* De WB#6 op vrijdag 20 januari in Altenberg vormde tevens het Europees kampioenschap. De Belg Colin Freeling werd hierbij als 15e en laatste opgenomen in de uitslag.

### Eindstand
| #  | Atleet                 | Land | Punten |
| -- | ---------------------- | ---- | ------ |
| 1  | Christopher Grotheer   | GER  | 1656   |
| 2  | Matt Weston            | GBR  | 1605   |
| 3  | Marcus Wyatt           | GBR  | 1531   |
| 4  | Jung Seung-gi          | KOR  | 1478   |
| 5  | Axel Jungk             | GER  | 1466   |
| 6  | Kim Ji-soo             | KOR  | 1312   |
| 7  | Felix Keisinger        | GER  | 1304   |
| 8  | Austin Florian         | USA  | 1200   |
| 9  | Chen Wenhao            | CHN  | 1144   |
| 10 | Yin Zheng              | CHN  | 1088   |
| 11 | Yan Wengang            | CHN  | 944    |
| 12 | Florian Auer           | AUT  | 944    |
| 13 | Vladyslav Heraskevytsj | UKR  | 944    |
| 14 | Craig Thompson         | GBR  | 704    |
| 15 | Andrew Blaser          | USA  | 682    |

| #  | Atleet                   | Land | Punten |
| -- | ------------------------ | ---- | ------ |
| 16 | Alexander Schlintner     | AUT  | 674    |
| 17 | Blake Enzie (junior)     | CAN  | 656    |
| 18 | Mattia Gaspari           | ITA  | 568    |
| 19 | Amedeo Bagnis (junior)   | ITA  | 416    |
| 20 | Evan Neufeldt            | CAN  | 406    |
| 21 | Laurence Bostock         | GBR  | 320    |
| 22 | Samuel Maier (junior)    | AUT  | 248    |
| 23 | Lucas Defayet            | FRA  | 242    |
| 24 | Peter Makrides           | AUS  | 142    |
| 25 | Manuel Schwaerzer        | ITA  | 124    |
| 26 | Rasmus Johansen (junior) | DEN  | 88     |
| 27 | Kyle Donsberger          | CAN  | 80     |
| 28 | Basil Sieber             | SUI  | 74     |
| 29 | Mark Lynch               | CAN  | 74     |

## Vrouwen

### Uitslagen
| Datum      | Plaats      | Eerste         | Tweede                       | Derde          |
| ---------- | ----------- | -------------- | ---------------------------- | -------------- |
| 24/11/2022 | Whistler    | Hannah Neise   | Hallie Clarke Brogan Crowley |                |
| 01/12/2022 | Park City   | Mirela Rahneva | Tina Hermann                 | Laura Deas     |
| 16/12/2022 | Lake Placid | Tina Hermann   | Susanne Kreher               | Kelly Curtis   |
| 06/01/2023 | Winterberg  | Kimberley Bos  | Mirela Rahneva               | Hannah Neise   |
| 13/01/2023 | Altenberg * | Tina Hermann   | Susanne Kreher               | Kimberley Bos  |
| 20/01/2023 | Altenberg * | Tina Hermann   | Janine Flock                 | Susanne Kreher |
| 10/02/2023 | Igls        | Kimberley Bos  | Hallie Clarke                | Kim Meylemans  |
| 17/02/2023 | Sigulda     | Tina Hermann   | Laura Deas                   | Kim Meylemans  |

* De WB#6 op vrijdag 20 januari in Altenberg vormde tevens het Europees kampioenschap. Kimberley Bos en Aline Pelckmans werden hierbij respectievelijk als 4e en 11e opgenomen in de uitslag.
Belgische en Nederlandse deelname
| Deelnemer       | #1  | #2  | #3  | #4  | #5  | #6   | #7  | #8  |
| --------------- | --- | --- | --- | --- | --- | ---- | --- | --- |
| Kim Meylemans   | 0-  | 0-  | 0-  | 09e | 0-  | 0-   | 03e | 03e |
| Aline Pelckmans | 0-  | 0-  | 0-  | 0-  | 0-  | 021e | 0-  | 0-  |
| Kimberley Bos   | 05e | 07e | 05e | 01e | 03e | 05e  | 01e | 04e |

### Eindstand
| #  | Atleet                 | Land | Punten |
| -- | ---------------------- | ---- | ------ |
| 1  | Tina Hermann           | GER  | 1622   |
| 2  | Kimberley Bos          | NED  | 1562   |
| 3  | Mirela Rahneva         | CAN  | 1515   |
| 4  | Susanne Kreher         | GER  | 1484   |
| 5  | Hannah Neise (junior)  | GER  | 1225   |
| 6  | Kelly Curtis           | USA  | 1184   |
| 7  | Anna Fernstädt         | CZE  | 1128   |
| 8  | Jane Channell          | CAN  | 1074   |
| 9  | Laura Deas             | GBR  | 1034   |
| 10 | Brogan Crowley         | GBR  | 1026   |
| 11 | Nicole Rocha Silveira  | BRA  | 1008   |
| 12 | Zhao Dan (junior)      | CHN  | 912    |
| 13 | Hallie Clarke (junior) | USA  | 844    |
| 14 | Janine Flock           | AUT  | 746    |
| 15 | Kendall Wesenberg      | USA  | 744    |

| #  | Atleet                     | Land | Punten |
| -- | -------------------------- | ---- | ------ |
| 16 | Li Yuxi                    | CHN  | 728    |
| 17 | Valentina Margaglio        | ITA  | 560    |
| 18 | Kim Meylemans              | BEL  | 552    |
| 19 | Jaclyn Narracott           | AUS  | 512    |
| 20 | Agathe Bessard             | FRA  | 482    |
| 21 | Kellie Delka               | PUR  | 438    |
| 22 | Alessandra Fumagalli       | ITA  | 394    |
| 23 | Jaclyn Laberge             | CAN  | 316    |
| 24 | Julia Erlacher (junior)    | AUT  | 268    |
| 25 | Jacqueline Lölling         | GER  | 176    |
| 26 | Freya Tarbit (junior)      | GBR  | 168    |
| 27 | Tabitha Stoeckler (junior) | GBR  | 128    |
| 28 | Mystique Ro                | USA  | 74     |
| 29 | Alessia Crippa (junior)    | ITA  | 68     |
| 30 | Aline Pelckmans (junior)   | BEL  | 62     |

1986/1987 · 
1987/1988 · 
1988/1989 · 
1989/1990 · 
1990/1991 · 
1991/1992 · 
1992/1993 · 
1993/1994 · 
1994/1995 · 
1995/1996 · 
1996/1997 · 
1997/1998 · 
1998/1999 · 
1999/2000 · 
2000/2001 · 
2001/2002 · 
2002/2003 · 
2003/2004 · 
2004/2005 · 
2005/2006 · 
2006/2007 · 
2007/2008 · 
2008/2009 ·
2009/2010 ·
2010/2011 ·
2011/2012 ·
2012/2013 ·
2013/2014 ·
2014/2015 ·
2015/2016 ·
2016/2017 ·
2017/2018 ·
2018/2019 ·
2019/2020 ·
2020/2021 ·
2021/2022 ·
2022/2023 ·
2023/2024 ·
2024/2025
Alpineskiën ·
Biatlon ·
Bobsleeën ·
Freestyleskiën ·
Langlaufen ·
Noordse combinatie ·
Rodelen ·
Schaatsen (junioren) ·
Schansspringen ·
Shorttrack ·
Skeleton ·
Snowboarden